# Günsberg
Günsberg (gsw. Günschbrg) – miejscowość i gmina w Szwajcarii, w kantonie Solura, w jednostce administracyjnej (Amtei) Solura-Lebern, w okręgu Lebern.

## Demografia
W Günsbergu mieszkają 1 164 osoby. W 2021 roku 6,7% populacji gminy stanowiły osoby urodzone poza Szwajcarią. 